# Metacirolana mayana
Metacirolana mayana is een pissebed uit de familie Cirolanidae. De wetenschappelijke naam van de soort is voor het eerst geldig gepubliceerd in 1987 door Bowman.